# Walter D. Munn
Walter Douglas Munn, né le 24 avril 1929 à Troon, en Écosse, et mort le 26 octobre 2008 au même endroit, est un mathématicien écossais, spécialiste de la théorie des demi-groupes. On lui doit notamment une représentation des éléments du demi-groupe inversif libre par ce que l'on appelle les arbres de Munn, qui lui permettent de résoudre le problème du mot pour ces demi-groupes.

## Carrière
Douglas Munn (il a préféré ce deuxième prénom) commence ses études universitaires à l'université de Glasgow, où il obtient en 1951 un diplôme avec distinction (First Class Honours) en mathématiques et philosophie naturelle (Mathematics and Natural Philosophy). Il poursuit des études approfondies post-graduate, comme cela arrivait à l'époque à Glasgow, à l'université de Cambridge. Il suit notamment les cours de Philip Hall et David Rees, et ce sont les travaux d'Alfred Clifford qui l'ont persuadé de travailler dans les demi-groupes. Il soutient une thèse de Ph. D. en 1955 intitulée Semigroups and their algebras.
Après un court séjour comme officier scientifique au Royal Scientific Naval Service de Cheltenham, il retourne dans le milieu universitaire et, à part une période de sept ans (1966-73) à l'université de Stirling voisine, et divers court séjours à l'étranger (notamment un semestre en 1958-59 avec Alfred Clifford à l'université Tulane), il est à l'université de Glasgow pendant le restant de sa vie professionnelle. Il est nommé professeur de mathématiques sur la chaire de mathématiques Thomas Muir de l'université en 1973, et occupe cette chaire jusqu'à sa retraite en 1996.

## Activités et distinctions
- Il a été membre du conseil de la London Mathematical Society pendant quatre ans, et président de la Edinburgh Mathematical Society en 1984-85.

- Son université lui a décerné un doctorat en science D.Sc. honoraire
- La Société royale d'Édimbourg l'a élu membre en 1965. Il a été membre du conseil de la société pendant une courte période.
- Le British Mathematical Colloquium[2] qui est la plus grande conférence annuelle de mathématiques au Royaume-Uni, choisit pour sa conférence annuelle des plenary speakers (conférenciers généraux) et des morning speaker (conférenciers du matin). Douglas Munn a été choisi comme morning speaker en 1959 et en 1972.

## Recherche
Dans la recherche mathématique de W. D. Munn, on peut distinguer plusieurs centres d'intérêt. Ses premières recherches portent sur les algèbres de demi-groupes et représentations matricielles, à la suite de son Ph. D. Dans les années 1960, il travaille sur les demi-groupes réguliers et inversifs. Il introduit notamment ce qui est maintenant appelé le demi-groupe de Munn d'un demi-treillis, dans l'étude des demi-groupes inversifs. En 1974 il publie son fameux article sur les demi-groupes inversifs libres qui a eu une influence considérable. L'approche graphique (les arbres de Munn) qu'il introduit fait partie maintenant des notions de base. La découverte des livres de Donald S. Passman sur les anneaux de groupes incite Munn à retourner à l'étude des algèbres de demi-groupes.

## Musique
Douglas Munn était grand amateur de musique, notamment excellent pianiste. Dans sa jeunesse, il a composé des pièces pour piano; sept de ses pièces sont conserves dans le Scottish Music Centre. Douglas Munn avait choisi la musique comme sujet secondaire de son diplôme de master M.A. et, pendant un moment, était étudiant à temps partiel à la Académie royale de musique et d'art dramatique d'Écosse, où il recevait des leçons de piano de Wight Henderson et Miles Coverdale. Comme professeur à l'université, il était membre actif du club de musique et participait à l'organisation de concerts, où il jouait, accompagné de sa femme. Il a été pendant de longues années directeur de l'École de musique Sainte-Marie (en) à Édimbourg.